# Prémio Pedro Osório
O Prémio Pedro Osório (ou Prémio SPAUTORES) é instituído pela Sociedade Portuguesa de Autores, desde 2011, tendo como principal objectivo homenagear o compositor e maestro Pedro Osório.
Todos os anos são distinguidos um autor e um trabalho de qualquer área musical, como forma de se promover a música portuguesa e os seus autores, bem como a memória e a obra de Pedro Osório.
O júri que atribui o prémio é constituído pelos membros dos corpos sociais da SPA ligados à área de música.
Trata-se de um prémio com periodicidade anual e com o valor pecuniário de 2.000 euros, sendo acompanhado por um troféu e um diploma.
- 2012 - "Com Todo O respeito" - Jorge Palma - anunciado em março de 2012
- 2013 - "Coisas que a Gente Sente" - Rão Kyao - anunciado em fevereiro de 2013[1]
- 2014 - "Contramão" - Pedro Abrunhosa - anunciado em fevereiro de 2014
- 2015 - "Em nome da Rosa" - Janita Salomé
- 2016 - "Menino Prodígio" - José Cid - anunciado em fevereiro de 2016
- 2017 - "Outro Canto" - Fernando Tordo - anunciado em fevereiro de 2017[2]
- 2018 - "Praça Do Comércio" - Júlio Pereira - anunciado em fevereiro de 2018
- 2019 - "Boa Hora" - Luís Represas - anunciado em janeiro de 2019
- 2020 - "Nação Valente" - Sérgio Godinho - anunciado em janeiro de 2020
- 2021 - "AVIS 2020" - Rodrigo Leão - anunciado em janeiro de 2021
- 2022 - "Crónicas da Flor da Laranjeira" - Vitorino Salomé - anunciado em janeiro de 2022
- 2023 - "Por Esse Mar Abaixo" - Carlos Alberto Moniz - anunciado em janeiro de 2023[3]